# Miss Caroline du Nord USA
Miss Caroline du Nord USA (en anglais : Miss North Carolina USA est un concours de beauté féminine, destiné aux jeunes femmes de la Caroline du Nord, qualifié à l’élection de Miss USA et de Miss America.

## Lauréates
| Année | Nom                         | Ville d’origine | Âge[A]          | Classement à Miss USA  | Récompense spéciale à Miss USA | Notes |
| ----- | --------------------------- | --------------- | --------------- | ---------------------- | ------------------------------ | --- |
| 1952  | Doris M. Stanley            | Greensboro      |                 |                        |                                | |
| 1953  | Libby Walker                | Wilton          |                 |                        |                                | |
| 1954  | Ann Pickett                 | Charlotte       |                 |                        |                                | |
| 1955  | Mary Grace Ratliffe         | Wadesboro       |                 |                        |                                | |
| 1956  | Shirley Bagwell             | Raleigh         | 18 ans          | Demi-finaliste         |                                | |
| 1957  | Peggy Ann Dennis            | Lilesville      |                 |                        |                                | |
| 1958  | Carol Jean Edwards          | Elizabeth City  |                 |                        |                                | |
| 1959  | Peggy Anne Brown            | Sunbury         |                 |                        |                                | |
| 1960  | Lyndia Ann Tarlton          | Wingate         | 19 ans          | 3e dauphine            |                                | |
| 1961  | Marie Clyburn               | Charlotte       |                 |                        |                                | |
| 1962  | Brenda Joyce Smith          | Charlotte       |                 |                        |                                | |
| 1963  | Trudy Ann Cauthen           | Newton          |                 |                        |                                | |
| 1964  | pas de concours             | pas de concours | pas de concours | pas de concours        | pas de concours                | pas de concours |
| 1965  | Sandra Farmer               | Greensboro      |                 |                        |                                | |
| 1966  | Brenda Faye Moye            | Fountain        |                 |                        |                                | |
| 1967  | Patti Jean Effron           | Jacksonville    |                 |                        |                                | |
| 1968  | Kelli Ann Moore             | Raleigh         |                 |                        |                                | |
| 1969  | Faye Bass                   | Durham          | 19 ans          |                        |                                | Elle obtient le prix United Artist Special Talent Award |
| 1970  | Susan Bodsford              | Ramseur         |                 |                        |                                | |
| 1971  | Mary Rudroff                | Winston-Salem   |                 |                        |                                | |
| 1972  | Deborah Ann Falls           | Vale            | 21 ans          | Demi-finaliste         |                                | |
| 1973  | Vivian Anita Craig          | Stanley         |                 |                        |                                | |
| 1974  | Marcia Patrice Burton       | Hickory         | 21 ans          | 4e dauphine            |                                | |
| 1975  | Constance Ann Dorn          | Kinston         | 21 ans          | 2e dauphine            |                                | Avait été élue Miss Caroline du Nord 1972 (en) ; 1re dauphine de Miss America 1973 |
| 1976  | Dianne Bowen                | Windsor         |                 |                        |                                | |
| 1977  | Vikki Verbyla               | Lenoir          | 21 ans          |                        |                                | |
| 1978  | Kathryn Norman              | Charlotte       |                 |                        |                                | |
| 1979  | Dianne Jamerson             | Asheville       | 24 ans          | Demi-finaliste         |                                | |
| 1980  | Lori Boggs                  | Kannapolis      |                 |                        |                                | |
| 1981  | Lisa Colleen Swift          | Southport       |                 |                        |                                | |
| 1982  | Jeannie Boger (en)          | Sanford         |                 |                        |                                | Elle est la mère de Kristen Dalton, Miss Caroline du Nord USA 2009 et Miss USA 2009, ainsi que de Julia Dalton, Miss Caroline du Nord USA 2015.                                                                          |
| 1983  | Allison Payge Pinson        | Mooresville     |                 |                        |                                | |
| 1984  | Cookie Noak                 | Hickory         | 23 ans          | Demi-finaliste         |                                | |
| 1985  | Kate Kenney                 | Raleigh         |                 |                        |                                | |
| 1986  | Rhonda Nobles               | Fayetteville    | 20 ans          | Demi-finaliste         |                                | |
| 1987  | Donna Wilson                | Davidson        |                 |                        |                                | |
| 1988  | Tammy Tolar                 | Fayetteville    |                 |                        |                                | |
| 1989  | Jacqueline Padgette         | Hobgood         |                 |                        |                                | |
| 1990  | Altman Allen                | Shelby          |                 |                        |                                | |
| 1991  | Pat Arnold                  | Chapel Hill     | 21 ans          | Finaliste (5e)         | Miss Photogenic                | |
| 1992  | Tess Elliott                | High Point      | 20 ans          | Demi-finaliste (10e)   |                                | Décède dans un accident de saut en parachute quelques semaines après la fin de son règne. |
| 1993  | Christa Tyson               | Monroe          |                 |                        |                                | |
| 1994  | Lynn Jenkins                | Gastonia        | 26 ans          | 2e dauphine            |                                | |
| 1995  | Michelle Mauney             | Stanley         |                 |                        |                                | Demi-finaliste à Miss États-Unis Monde 1994 (en) |
| 1996  | Jessica McMinn              | Tuxedo (en)     |                 |                        |                                | |
| 1997  | Crystal McLaurin-Coney (en) | Durham          |                 |                        |                                | |
| 1998  | Vera Morris                 | Nashville       | 23 ans          |                        | Miss Congeniality              | |
| 1999  | Joy Hall                    | Sanford         | 24 ans          |                        |                                | |
| 2000  | Portia Lyndell Johnson      | Greensboro      | 24 ans          |                        |                                | |
| 2001  | Monica Palumbo              | Charlotte       | 19 ans          |                        | Miss Congeniality              | |
| 2002  | Alison English              | Archdale        | 22 ans          |                        |                                | |
| 2003  | Kristen Luneberg (en)       | Durham          | 22 ans          |                        |                                | Avait été élue Miss Rhode Island Teen USA 1998 (en) |
| 2004  | Ashley Puleo                | Pinehurst       | 25 ans          | 2e dauphine            |                                | |
| 2005  | Chelsea Cooley              | Charlotte       | 21 ans          | Gagnante Miss USA 2005 |                                | Atteint le top 10 à Miss Univers 2005. Avait été élue Miss Caroline du Nord Teen USA 2000 (en), Miss États-Unis Teen 2001 (en) (1re dauphine à Miss Teen International 2001)                                             |
| 2006  | Samantha Holvey (en)        | Buies Creek     | 20 ans          |                        |                                | |
| 2007  | Erin O'Kelley (en)          | Asheville       | 21 ans          | Top 15 (15e)           |                                | Avait été élue Miss Caroline du Nord Teen USA 2001 (en) |
| 2008  | Andrea Duke (en)            | Hendersonville  | 25 ans          |                        |                                | Avait participé au concours National Sweetheart 2006 (en) |
| 2009  | Kristen Dalton              | Wilmington      | 21 ans          | Gagnante Miss USA 2009 |                                | Atteint le top 10 à Miss Univers 2009. Elle est la sœur de Miss Caroline du Nord Teen USA 2008 (en) et la fille de Miss Caroline du Nord USA 1982. Avait été la 1re dauphine de Miss Caroline du Nord Teen USA 2005 (en) |
| 2010  | Nadia Moffett (en)          | High Point      | 24 ans          |                        |                                | |
| 2011  | Brittany York (en)          | Wilmington      | 22 ans          |                        |                                | |
| 2012  | Sydney Perry (en)           | Wilmington      | 21 ans          |                        |                                | Avait été élue Miss Vermont Teen USA 2008 (en) |
| 2013  | Ashley Mills                | Raleigh         | 24 ans          | Top 10                 |                                | |
| 2014  | Olivia Olvera               | Fayetteville    | 24 ans          |                        |                                | |
| 2015  | Julia Dalton                | Wilmington      | 23 ans          |                        |                                | Avait été élue Miss Caroline du Nord Teen USA 2008 (en) et 2e dauphine de Miss Teen USA 2008. Elle est la sœur de Kristen Dalton, Miss USA 2009 et la fille Jeannie Boger, Miss Caroline du Nord USA 1982.               |
| 2016  | Devin Gant                  | Charlotte       | 24 ans          |                        |                                | Prend le titre quand Allison Dunn a démissionné en raison de la maladie. |
| 2016  | Allison Dunn                | Stallings       | 21 ans          |                        |                                | Démission du titre de Miss North Carolina USA 2016 en raison d'une maladie. |
| 2017  | Katie Coble                 | Charlotte       | 26 ans          |                        |                                | Avait été élue Miss Caroline du Nord Teen USA 2007 et 2e dauphine de Miss Teen USA 2007. |
| 2018  | Caelynn Miller-Keyes        | Asheville       | 22 ans          | 1re dauphine           |                                | Avait été élue Miss Virginie Teen USA 2013 |
| 2019  | Cheslie Kryst               | Charlotte       | 27 ans          | Gagnante Miss USA 2019 |                                | |
| 2020  | Jane Axhoj                  | Waxhaw          | 22 ans          |                        |                                | |
| 2021  | Madison Bryant              | Fayetteville    | 24 ans          | Top 8                  |                                | |
| 2022  | Morgan Romano               | Concord         | 24 ans          | 1re dauphine           |                                | Devenue Miss USA 2022 après que R'Bonney Gabriel soit devenue Miss Univers 2022 |
| 2023  | Jordyn McKey                | Charlotte       | 25 ans          | Top 20                 |                                | |
| 2024  | McKenzie Hansley            | Surf City       | 25 ans          | Top 20                 |                                | Avait été élue Miss Caroline du Nord Teen USA 2017 |

A.  Âge de la candidate au moment de l’élection.

### Galerie

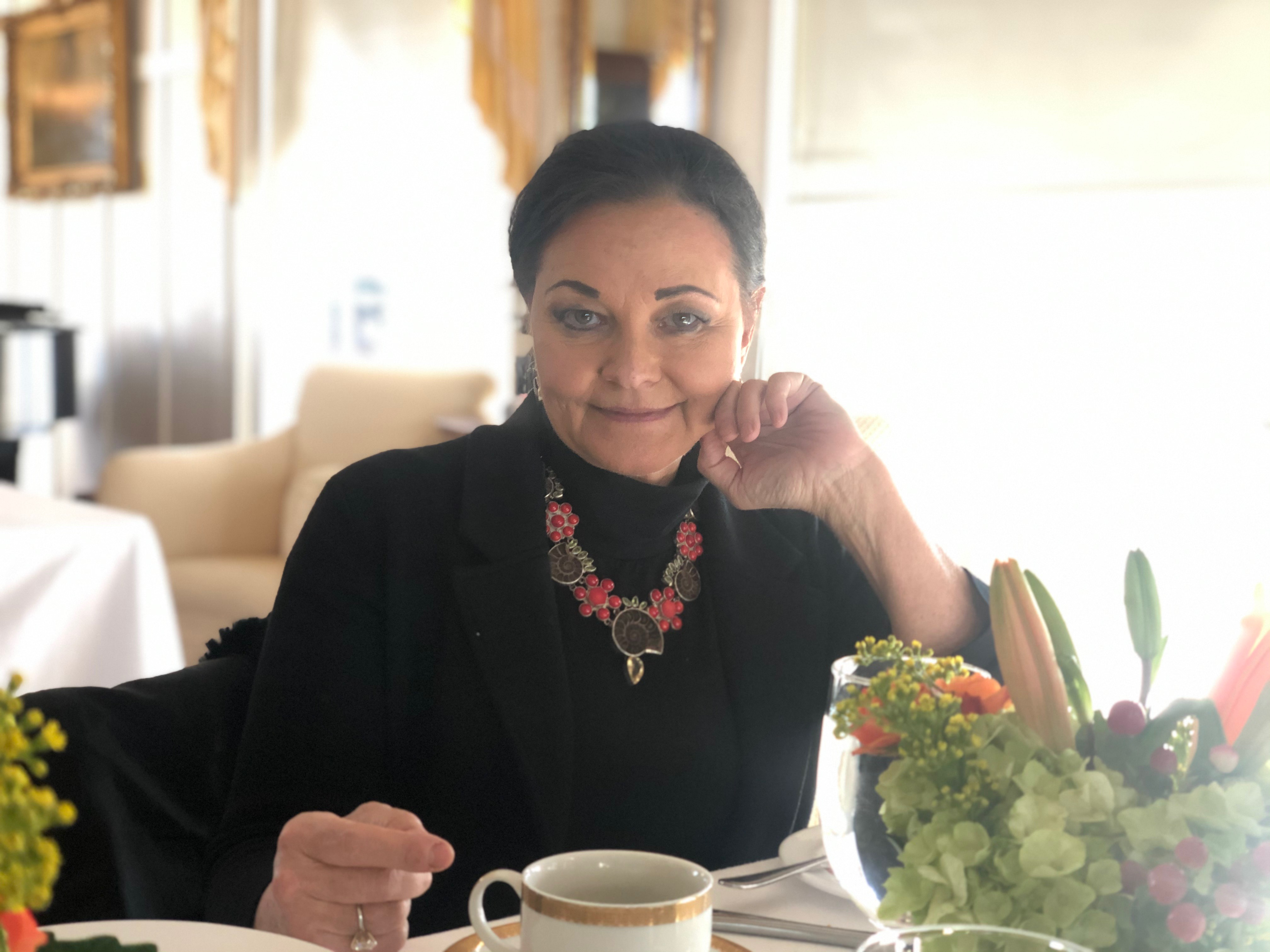
Vickie Sutton (en), Miss Caroline du Nord 1977.
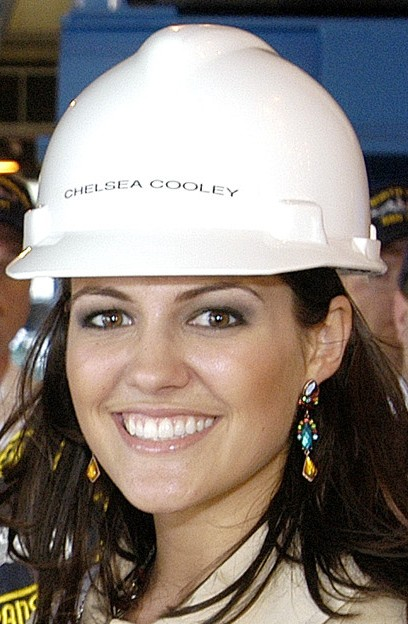
Chelsea Cooley, Miss Caroline du Nord 2005.
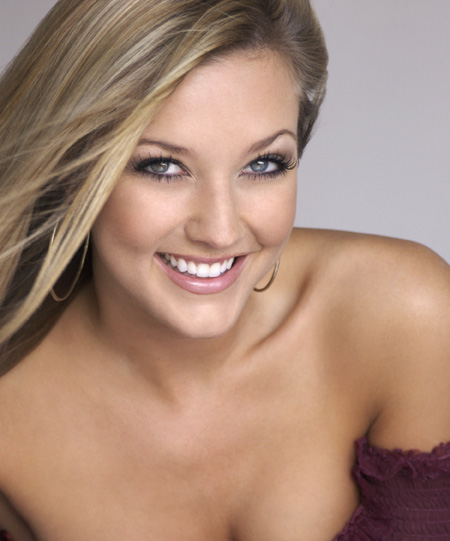
Erin O'Kelley, Miss Caroline du Nord 2007.
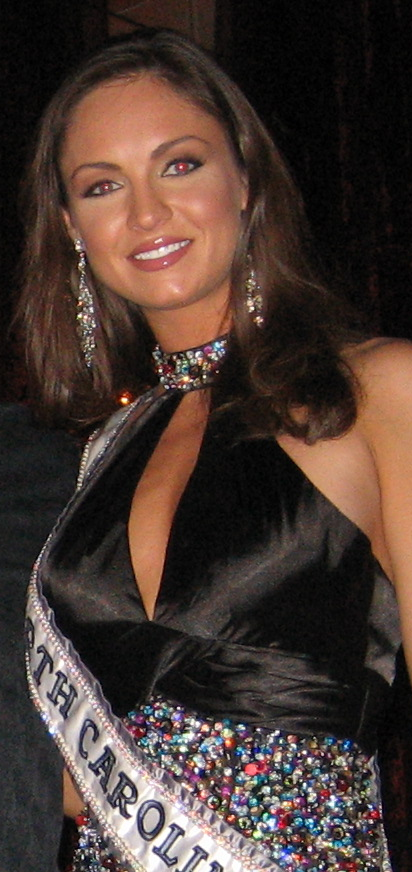
Andrea Duke, Miss Caroline du Nord 2008.
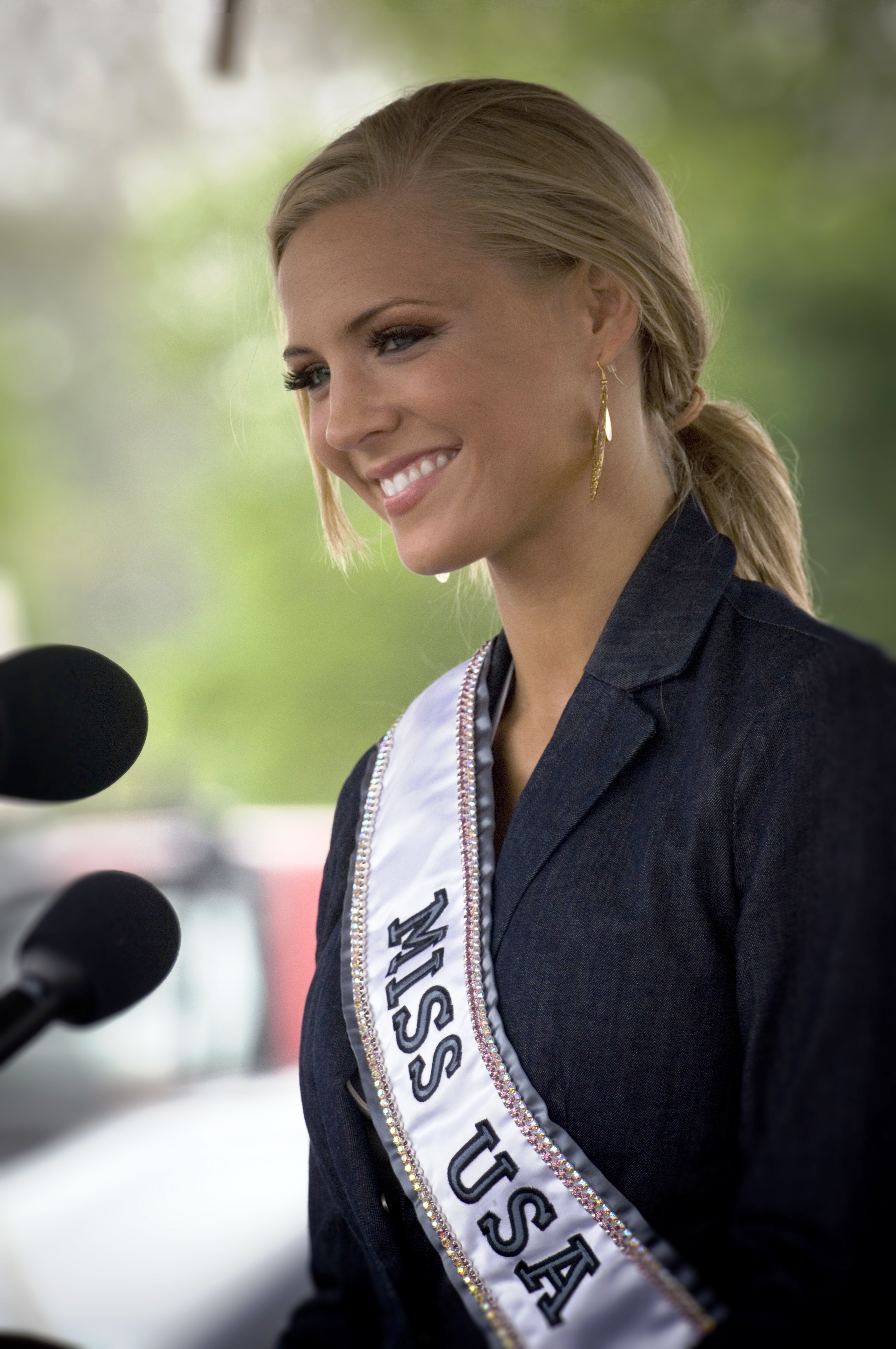
Kristen Dalton, Miss Caroline du Nord 2009.
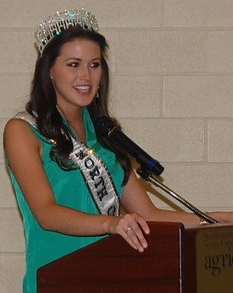
Sydney Perry (en), Miss Caroline du Nord USA 2012.
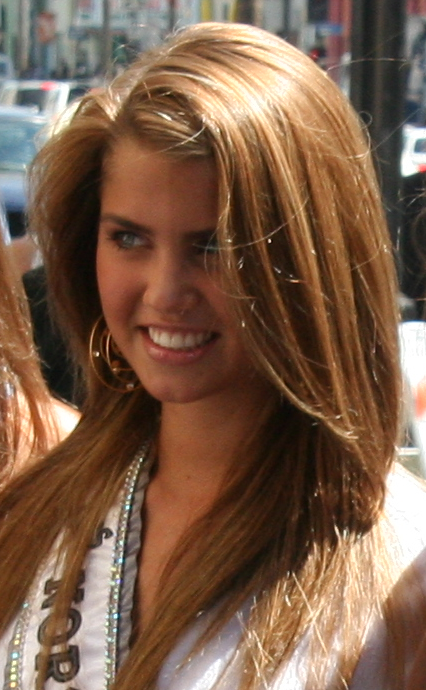
Katie Coble, Miss Caroline du Nord 2017.

## Palmarès à l’élection Miss USA depuis 1952
- Miss USA : 2005, 2009, 2019
- 1re dauphine : 2018
- 2e dauphine : 1975, 1994, 2004
- 3e dauphine : 1960
- 4e dauphine : 1974
- Top 5 : 1991
- Top 10 :
- Top 15 :
- Top 20 : 2023
- Classement des états pour les 10 dernières élections :